# 拜利斯足球會
拜利斯足球會是一支阿爾巴尼亞的足球俱樂部，位於阿爾巴尼亞城市巴爾什，成立於1972年。球隊參加阿爾巴尼亞足球超級聯賽的賽事。
球队成立于1972年7月14日。1995–96赛季，首次晋级超级联赛。1998–99赛季，球队在联赛获得第三名，首次获得歐洲足協盃参赛资格。2000–01赛季，球队在联赛获得第五名，获得国际托托杯参赛资格。此后球队成绩开始起伏不定，在各级联赛之间多次升降级。

## 歐洲賽事參賽紀錄
| 賽季    | 賽事       | 階段 | 國家     | 球會             | 主場 | 作客 |
| ------- | ---------- | ---- | -------- | ---------------- | ---- | ---- |
| 1999–00 | 歐洲足協盃 | QR   | 斯洛伐克 | 國際布拉迪斯拉發 | 0–2  | 1–3  |
| 2001    | 圖圖盃     | 1R   | 羅馬尼亞 | 克拉约瓦大学     | 0–1  | 3–3  |

- QR = 外圍賽階段
- 1R = 第一圈

## 外部連結
- UEFA.COM （页面存档备份，存于）